# 中興橋

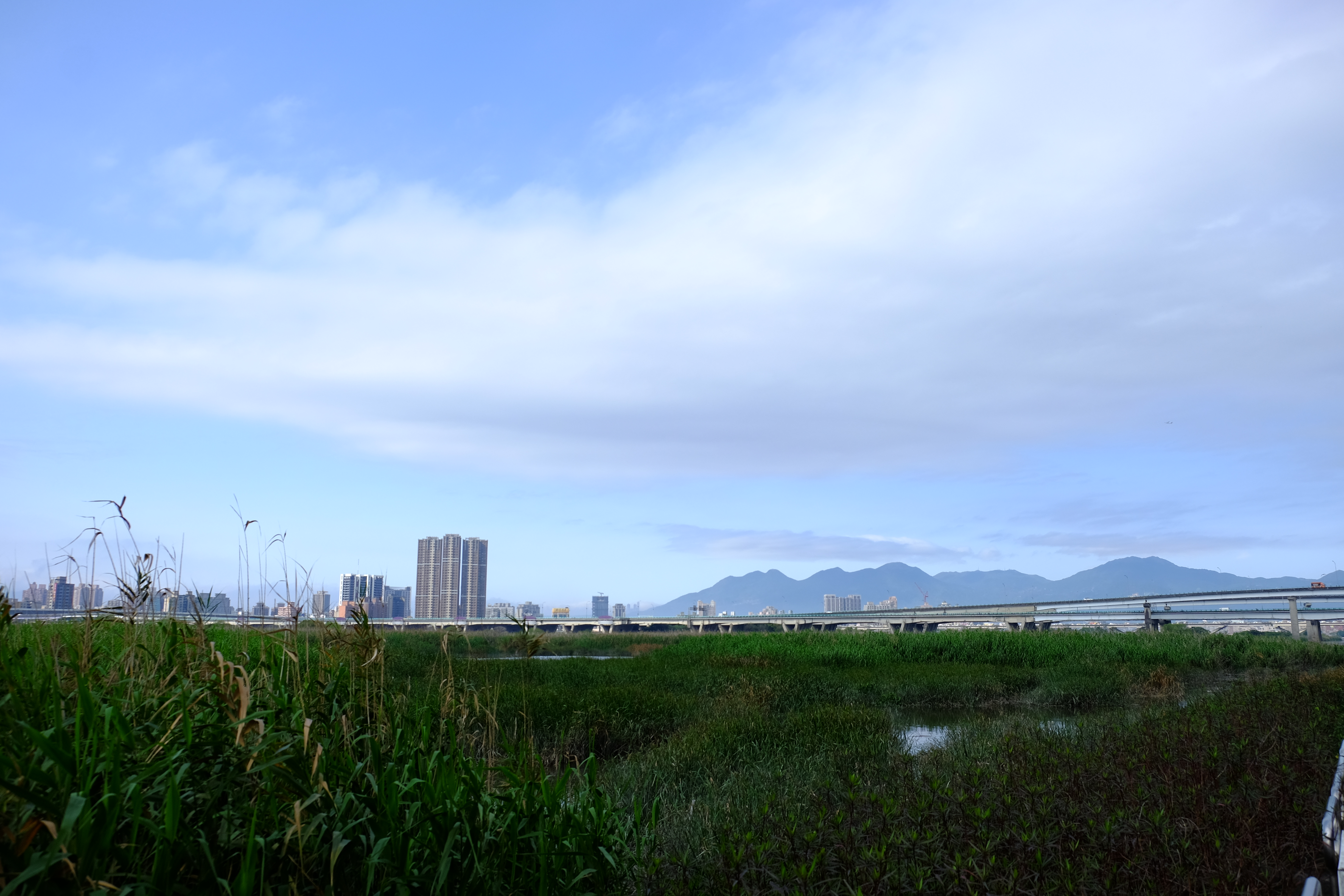
中興橋(由龍山河濱公園眺望)

1958年興建中的一江大橋，後被命名為中興橋，1986年拆除重建

中興橋位於台灣台北盆地中央，跨越淡水河連接起台北市萬華區成都路及新北市三重區成功路，通往經過三重的台1甲線，目前為市道104號的一部份。橋下有中興沙洲。
此橋全長1055公尺、寬14.5公尺、高7.5公尺。為當時遠東及台灣第一座預力混凝土大橋，亦為臺灣戰後時期完成的第二座大橋。

## 歷史
- 1955年以前跨越淡水河兩岸的橋樑僅有一座臺北大橋。隨著人口快速增加與都市發展，台北橋已不足以承載龐大的交通流量。臺灣省公路局與臺北市政府決定興建中興橋。
- 1957年年初動工興建，全部採用預力結構，含先拉法與後拉法之兩種跨徑，前者15M，後者為30M及40M，乃當時台灣最長之預力混凝土橋梁工程，其下部結構也採預力空心基樁設計。[2]
- 1958年10月4日正式剪綵通車。[3]
- 1965年8月，已故前中華民國副總統陳誠靈車隊伍在移往泰山墓園之前，於中興大橋西端舉行臺北縣路祭，由時任臺北縣縣長蘇清波主祭[4]。
- 1986年11月30日傍晚5點30分突然斷裂約10公尺，造成6名機車騎士受傷。官方調查表示是因為淡水河沿岸部分地區被嚴重濫採砂石，橋墩遭到沖刷而裸露，造成橋面斷裂。[5]後依大台北地區防洪計畫的200年洪水頻率，於同年開始改建。後來臺北市土木技師公會理事長余烈表示：「承包商標的單價不是很好，偷工減料造成深度不足，基樁深度不足，摩擦力也不足，也沒有到堅硬岩盤。」最重要的原因，就是偷工減料減少了橋的壽命。[6]
- 1988年10月竣工，同年12月1日通車。改建後新橋全長略增為1077.5公尺，寬度增為30公尺，高度也符合200年洪水頻率的要求。

## 橋下
- 三重端
  1. 鴨鴨公園
  2. 籃球場

- 台北端
- 台北島：位於中興橋中間靠台北的地方，正式名稱為中興新洲。可從中興橋上的樓梯登島。

## 出入口和匝道列表
- 東端點：台北市萬華區成都路與康定路交叉口（汽車道）、台北市萬華區環河南路與武昌街交叉口（機慢車道）
- 西端點：成功路、環河南路北側(北向出口)、新北環快北側(汽車道，北向出口)、環河南路西側(東向入口)、新北環快東側(汽車道，東向出口)

| 中興橋路線設施里程一覽表 |      |          |                    |                                                  |      |        |                                                          |
| 標誌                     | 里程 | 名稱     | 順樁預告           | 逆樁預告                                         | 形式 | 通車日 | 銜接道路 →聯絡地區                                       |
| ↑主線接續成都路          |      |          |                    |                                                  |      |        |                                                          |
|                          |      | 康定路   | 橋樑起點           | 康定路 橋梁終點                                  | 匝道 |        | 康定路、成都路入 →萬華區                                 |
| 出口                     |      | 環河南路 | （僅東向出口）     | 士林·北投 高速公路                               | 匝道 |        | 環河南路 →萬華區、中正區、西門町商圈、市民大道、台北車站 |
| 出口                     |      | 環河快   | （僅東出西入）     | 水源快速道路 永和·新店 高速公路（A） 桂林路（B） | 匝道 |        | 環河快速道路、鄭州路入、桂林路出 →萬華區、中正區         |
| 出口                     |      | 環河北路 | 中正南路 環河北路  | （僅西出東入）                                   | 匝道 |        | 環河南路⇒中正南路、新北環快（北） →三重區                |
|                          |      | 新莊     | 新莊 三重 橋樑終點 | 橋樑起點                                         | Y型  |        | 成功路、重新橋 →三重區                                   |

## 延伸閱讀
- 李乾龍. 蔡棟雄 , 编. . 臺北縣三重市公所. 2005年8月. ISBN 986-00-1599-6 （中文（臺灣））.

## 外部連結
- 中興橋斷橋經過[永久]